# Arpad Elo
Arpad Elo (rodným jménem Élő Árpád Imre 25. srpna 1903, Egyházaskesző – 5. listopadu 1992, Brookfield, Wisconsin) byl americký fyzik a statistik maďarského původu. Proslavil se jako tvůrce ratingového systému Elo určeného pro hry dvou hráčů nebo dvou týmů. Tento systém byl poprvé použit Šachovou federací USA a nyní se mimo šachů oficiálně či neoficiálně používá v celé řadě dalších her a sportů.
Elo pracoval jako profesor fyziky na Marquette University v Milwaukee. Sám byl šachovým mistrem a mnohonásobným vítězem šachového mistrovství státu Wisconsin.